# 위원 (1794년)

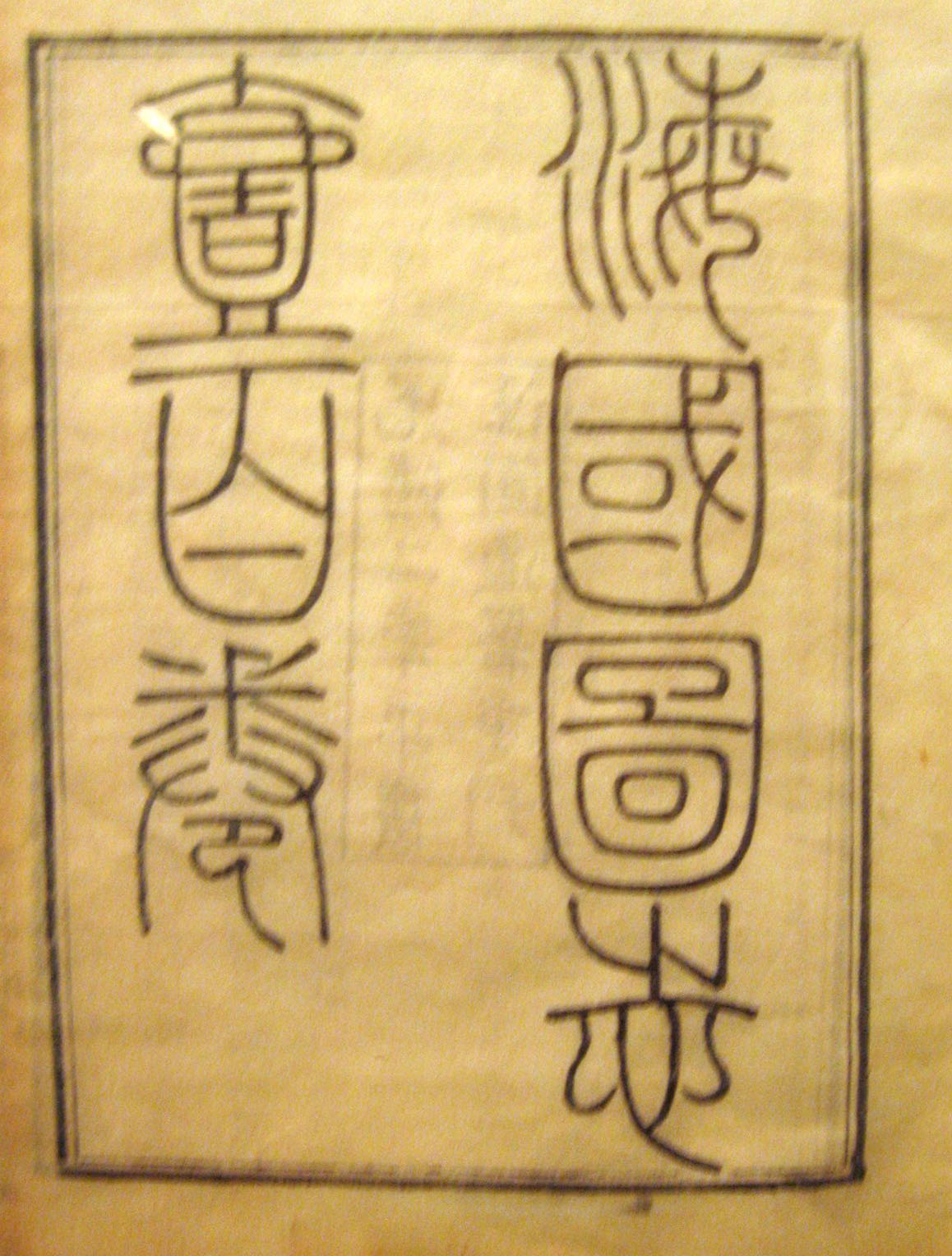
《해국도지》

위원(중국어: 魏源, 호:양도(良圖), 자:묵심(默深), 1794년 ~ 1857년)은 중국 청대 후기의 사상가이자 학자이다.

## 생애
호남성 소양시 소양현 출신이다. 1822년에 거인(擧人)이 되고, 1844년에는 진사가 되었다. 이 기간에 연납(捐納) 매관(買官)으로 내각중서(內閣中書)의 관직에 취임한 이외는, 대체로 장쑤성(江蘇省)에서 지방관을 역임하여 민중의 생활에 밀착된 실제적인 정치를 행하였으나 지주(知州)로 끝났다. 청년 시대에는 공자진과 함께 유봉록(劉逢祿)에게서 공양학을 수학하고, 다시 강소포정사(江蘇布政使) 하장령(賀長齡)에게 초청되어 〈황조경세문편(皇朝經世文篇)〉의 편집을 실질적으로 주재하였고, 이것들을 통하여 현실 정치·경제·사회에 대한 깊은 관심과 객관적 인식이 뒷받침된 학문의 방법론을 확립했다. 아편 전쟁 때 양강총독(兩江總督)인 유겸(裕謙) 밑에서 영국군과 싸웠다. 그 경험에 따라 그는 전후에 《해국도지(海國圖志)》, 《성무기(聖武記)》를 저작하여 중국의 민족적, 봉건적 위기를 호소하면서 혁신을 주장하였다. 금문학(今文學)의 입장에서 《시경(詩經)》·《서경(書經)》에 대한 연구를 권장하고, 《서고미(書古微)》를 저작하여 공양학을 발전시켰다. 그 외에 서북지리(西北地理)·불교의 연구에도 관심을 가졌다. 저서는 전기한 것 외에 《고미당내집(古微堂內集)》, 《동외집(同外集)》, 《동시집(同詩集)》, 《원사신편(元史新篇)》 등 다수가 있다.

## 같이 보기
- 중체서용
- 양무운동

## 참고 자료
- 《글로벌 세계대백과사전》,  〈동양사상 - 동양의 사상 - 중국의 사상 - 중국근대의 사상 - 위원〉